# Marian Geszke
Marian Geszke (ur. 3 września 1943 w Pińsku) – piłkarski trener związany m.in. z Lechią Gdańsk, Bałtykiem Gdynia i Stilonem Gorzów.
W Lechii Gdańsk:
- asystent trenera: styczeń 1976 – czerwiec 1976
- pierwszy trener: lipiec 1976 – grudzień 1976
- asystent trenera: styczeń 1977 – czerwiec 1978
- pierwszy trener: wrzesień 1993 – grudzień 1994

W Bałtyku był pierwszym trenerem w latach 1970–1971 (III liga), 1981–1983 (I liga), 1990–1991 i 2000–2001 (III liga).
W Stilonie Gorzów był pierwszym trenerem w 1995 roku.
W latach 1980–1981 był trenerem pierwszoligowego (dziś ekstraklasa) ŁKS-u Łódź.